# Centaurea vavilovii
Centaurea vavilovii — вид квіткових рослин родини айстрових (Asteraceae). Ареал: Вірменія.
Місце знаходження голотипа: Араратський район, околиці с. Ланджар, північний макросхил Урцського хребта, в чагарниках, 1850 метрів над рівнем моря.